# Cisowa (województwo podkarpackie)
Cisowa – wieś w Polsce położona w województwie podkarpackim, w powiecie przemyskim, w gminie Krasiczyn. Leży nad potokiem Cisowa, który w dolnym biegu nosi nazwę Olszanka.
W latach 1975–1998 miejscowość administracyjnie należała do województwa przemyskiego.

## Historia
Wieś prawa wołoskiego, położona była w drugiej połowie XV wieku w ziemi przemyskiej województwa ruskiego. 6 marca 1508 roku król Zygmunt I Stary wydał dokument osadzenia wsi Brylińce i Cisowa na prawie wołoskim.
2 marca 1537 Zygmunt I Stary potwierdził nadanie kniaziom Steczkowi, Onaszkowi i Hawryle przywileju osadniczego na prawie wołoskim miejscowości Brylińce i Cisowa.
11 czerwca 1698 roku król August II Mocny pozwolił Teodorze Łopuszańskiej, wdowie po Mikołaju Chanowskim, ustąpić prawa dożywocia na sołectwie we wsi Cisowa w starostwie przemyskim na rzecz jej syna, Stanisława Chanowskiego.
We wsi istniała murowana cerkiew greckokatolicka pw. św. Mikołaja, zbudowana w 1889, odnowiona w 1932, zburzona w 1966.
W XIX wieku wieś była własnością Tyszkowskich, w 1920 po śmierci Pawła Tyszkowskiego na podstawie testamentu przejęła majątek w Cisowej Polska Akademia Umiejętności. 
W II Rzeczypospolitej wieś w powiecie przemyskim w województwie lwowskim. W 1939 roku we wsi mieszkało 1480 osób, wśród nich 1455 Ukraińców, 20 Żydów i 5 Polaków.
W latach 1945–1947 nacjonaliści ukraińscy z OUN-UPA zamordowali tutaj 42 Polaków i 2 Ukraińców "za zdradę Ukrainy".
W roku 1945 Cisowa była jedną z pierwszych wsi na Pogórzu Przemyskim, której mieszkańcy zostali karnie wysiedleni do ZSRR. Oddział Ludowego Wojska polskiego, który dokonywał wysiedlenia, spalił również całkowicie wieś.
Planuje się tutaj utworzenie rezerwatu Wodospad w Cisowej.